# Can’t Stop Rockin’
Can't Stop Rockin' (с англ. — «Не могу остановиться (играть рок)») — двадцать первый сингл американской блюз-рок-группы ZZ Top, второй сингл альбома Afterburner. Выпущенный в формате промосингла, предназначенного для радиостанций, добрался до 8 места в Top Rock Tracks.

## О песне
Сингл записывался в 1985 году в ходе работы над альбомом Afterburner. На этом альбоме группа достигла апогея в своём приближении к поп-року: обильное использование синтезаторов, «пластиковый» звук драм-машины, танцевальные мелодии. Песня Can't Stop Rockin в исполнении Дасти Хилла в смысле звука не отличалась от остального альбома, однако несколько выше оценивалась критиками. Обозревателем loudersound.com Джерри Ивингом энергичный рок-н-ролл включен в число трёх песен, которые заслуживают внимания на альбоме — при том, что сам альбом он расценивает как худший за всю историю группы; Марк Приндл также отнёс песню к трём лучшим на альбоме. Обозреватель журнала Power Metal отозвался о песне как о «форсированном роке с плотным бэкбитом и соло, напоминающем о Чаке Берри и хорошо сочетающемся с современными эффектами — к сожалению, в единственный раз».
Текст песни — типичный рок-гимн. Сингл был выпущен только в промоформате, и на обеих сторонах содержалась одна и та же песня.
Песня использовалась в качестве саундтрека в фильме Черепашки-ниндзя III.

## Участники записи
- Билли Гиббонс — гитара
- Дасти Хилл — вокал, бас-гитара
- Фрэнк Бирд — ударные, перкуссия

Технический состав
- Билл Хэм — продюсер